# マルキアヌス
マルキアヌス（ラテン語: Marcianus / ギリシャ語: Μαρκιανός, ラテン文字転写: Markianos, 392年頃 - 457年1月27日）は、東ローマ帝国の皇帝である（在位：450年8月25日 - 457年1月27日）。
マルキアヌスの初期の経歴についてはよくわかっていないものの、皇帝に即位する以前は東ローマ帝国軍の総司令官であるアスパルに個人補佐官として仕えていたことが知られている。450年7月28日に東ローマ皇帝テオドシウス2世が死去すると、アスパルはマルキアヌスを皇帝に擁立しようと画策し、1か月にわたる交渉の末にマルキアヌスとテオドシウス2世の姉であるアエリア・プルケリアの結婚を成立させた。この結婚によって帝位を継承する正当性を確保したマルキアヌスは450年8月25日に皇帝に即位した。
マルキアヌスは即位するとアッティラが率いるフン族との関係や宗教問題においてテオドシウス2世が採用していた政策の多くを覆し、アッティラとの間で結ばれていた全ての条約を破棄するとともにフン族へ支払っていた多額の補助金を打ち切った。452年にはアッティラが西ローマ帝国の一部であったイタリア北部を襲撃している間にドナウ川を越えてハンガリー大平原への遠征に乗り出し、フン族をその本拠地で打ち破った。
453年にアッティラが死去すると、マルキアヌスはその結果生じたフン族の連合の分断を利用し、東ゴート族をフォエデラティとしてローマの領内に受け入れた。また、マルキアヌスはカルケドン公会議を招集し、イエス・キリストは一つの位格の中に神性と人性の二つの本性を併せ持つとするカルケドン信条が採択された。しかし、一方でこの公会議は東方のシリアとエジプトで主流であった合性論派の排斥につながり、合性論派は東方諸教会を形成することでカルケドン派から分離していった。
マルキアヌスは国家の運営の効率化にも成功し、東ローマ帝国の国庫に700万ソリドゥスの金貨を残して457年1月27日に死去した。テオドシウス2世の治世にフン族へ支払われていた莫大な補助金や、そのフン族との戦争によってもたらされた経済的破綻を考慮するならば、これは驚くべき業績であった。マルキアヌスの後継者にはアスパルの手によって50歳の軍司令官であるレオ1世が選ばれた。

## 初期の経歴
マルキアヌスは392年頃に、トラキアもしくはイリュリアで生まれた。歴史家のヨハネス・マララス（578年没）は、マルキアヌスについて、背が高く、足に何らかの障害を持っていたと説明している。マルキアヌスの生い立ちについてはほとんど何も知られていない。父親は軍に所属しており、マルキアヌスは若い頃にトラキアのフィリッポポリスで軍に入隊した。その後、421年から422年にかけて起こった東ローマ帝国とサーサーン朝の戦争までには恐らくトリブヌスの地位に達していたとみられ、歴史家のテオファネス（817/8年没）はマルキアヌスによる軍隊の指揮について言及している。しかし、マルキアヌスはリュキアで病気を患ったためにこの戦争には参加しなかった。そのリュキアでは後にマルキアヌスによってプラエフェクトゥス・ウルビ（コンスタンティノープルの首都長官）に任命されたタティアヌスとその兄弟のユリウスに看病された。
最終的にマルキアヌスは東ローマ帝国軍のマギステル・ミリトゥム（総司令官）であるアスパルのドメスティクス（個人的な補佐役）にまで上り詰めた。アスパルはアラン族とゴート族の混血という出自であったにもかかわらず、帝国内で強い影響力を持っていた。マルキアヌスは430年代初頭にアフリカ属州でアスパルに仕えたが、432年にヴァンダル族との戦闘に敗れて捕らえられた。プロコピオス（565年頃没）やエウァグリウス・スコラスティクス（594年没）を含む後世の著述家たちは、マルキアヌスが捕虜となっている間にヴァンダル族の王であるガイセリックに会い、ガイセリックはマルキアヌスが後に皇帝になるであろうと予言したという恐らくは創作と思われる話を書き残している。捕虜となった後のマルキアヌスについては東ローマ皇帝テオドシウス2世（在位：402年 - 450年）の死後まで史料上に言及が見られない。

## 背景

### テオドシウス2世の治世

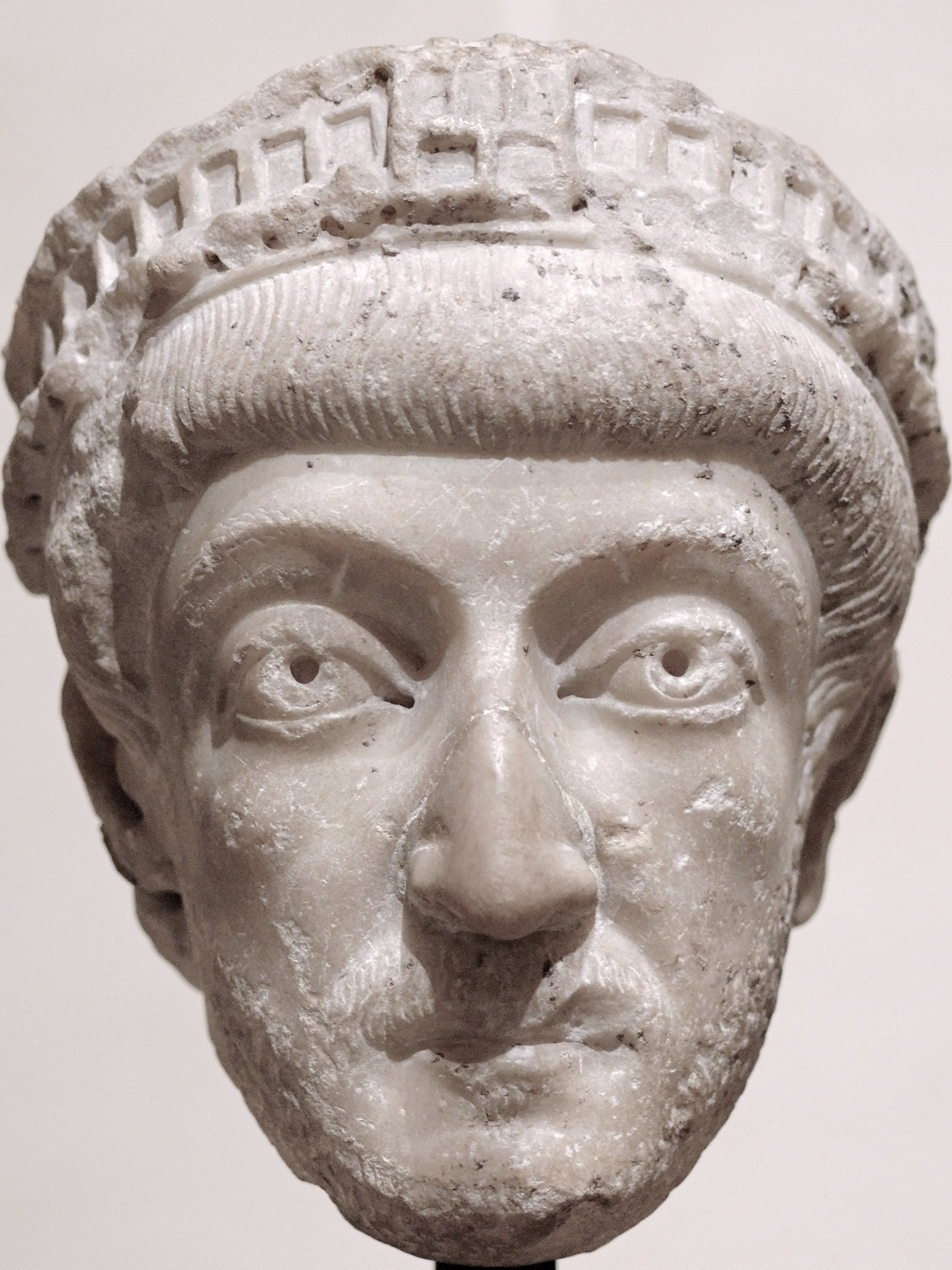
テオドシウス2世の頭像

テオドシウス2世の時代の東ローマ帝国は外部からの脅威に悩まされていた。429年にはガイセリックに率いられたヴァンダル族がアフリカ属州の征服に乗り出した。テオドシウス2世は即座に対応策を講じ、431年の夏にアスパルを含む4人の軍司令官を派遣して撃退を試みた。また、北方ではフン族が東ローマ帝国の戦力に余裕がない時には常に帝国に攻撃を仕掛け、帝国の軍勢が戻ってくると撤退していたが、431年になるとフン族はテオドシウス2世に対し補助金を要求する使節を送ってきた。テオドシウス2世は毎年350ポンド（160キログラム）の金を納めるというフン族の要求に同意した。434年の時点で東ローマ軍は依然として北アフリカでヴァンダル族と戦っていたが、その一方で西ローマ軍の兵士は最初の敗北に直面した際にすでにその多くが撤退していた。東ローマ軍の弱さを前にしたフン族は要求を倍増させ、年間700ポンド（320キログラム）の金を求めたが、テオドシウス2世はこの要求も受け入れた。東ローマ帝国の弱い防御力に突き付けられたフン族の脅威はテオドシウス2世が北アフリカから多くの軍隊を呼び戻すのに十分なものだった。しかし、その後に東ローマ軍の多くが帰還した一方で、フン族の連合内で権力を握ったばかりであったアッティラが北方での軍事活動で手一杯の状態となったため、テオドシウス2世はフン族への補助金の支払いを439年まで拒否し続けた。
ヴァンダル族は北アフリカで戦力を弱体化させた東ローマ軍を破り、439年10月19日に主要都市のカルタゴを占領した。これを受けて東西のローマ帝国はそれぞれ大規模な反攻への準備を始めたものの、その一方でバルカン半島方面の防御は無きに等しい状態となった。そして440年の春にコンスタンティノープルから北アフリカに向けて1,100隻に及ぶ船が出航したが、これほど多くの帝国軍を送り出すことはテオドシウス2世にとって大きな賭けだった。テオドシウス2世はドナウ川沿いの複数の要塞都市がフン族の侵入を遅らせ、北アフリカへ侵攻した軍隊が現地で安全な足場を築くのに十分な時間を稼ぎ、軍隊を北方の辺境へ引き揚げさせるまでの余裕を作り出すことに賭けていた。この賭けは442年にマルグス（現代のポジャレヴァツ）の司教が襲撃隊を率いてフン族の領土に侵入し、その王家の墓を汚すまでは成功していた。この冒涜的行為に対してアッティラは司教の引き渡しを要求した。自分の身の安全を確保しようとした司教はアッティラと取引し、命の保証と引き換えにマルグスの町をアッティラに明け渡した。アッティラはマルグスの支配を確保したことでドナウ川を横断する足掛かりを手に入れ、これを積極的に活用してウィミナキウム、シンギドゥヌム（現代のベオグラード）およびシルミウムの各都市を占領するとともに破壊した。テオドシウス2世はアスパルをコンスタンティノープルに呼び戻して反撃を開始したが、アスパルの軍隊はフン族に対し決定的な敗北を喫した。結局テオドシウス2世はフン族に対し毎年補助金を支払うことを約束し、450年に死去するまでこの支払いを継続した。

### 即位までの経緯

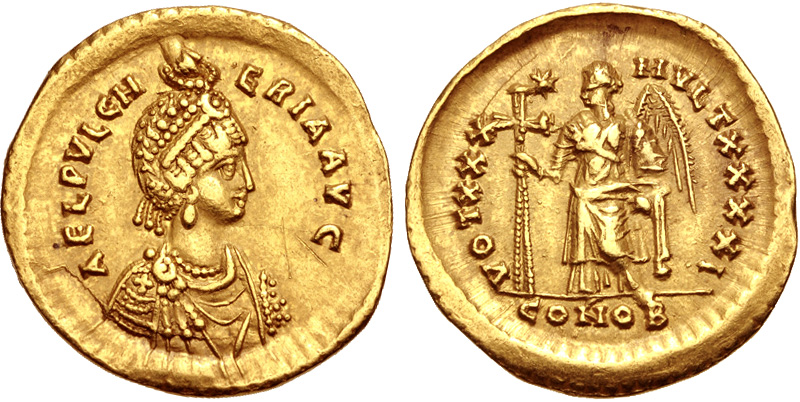
424年頃に鋳造されたアエリア・プルケリアのソリドゥス金貨

450年7月28日にテオドシウス2世が乗馬中の事故によって急死したことで東ローマ帝国は60年ぶりに後継者問題に直面した。テオドシウス2世に息子はおらず、後継者も指名していなかった。いくつかの後世の史料では死の床でマルキアヌスに帝位を遺贈したとする記述が存在するものの、これはマルキアヌスが皇帝に選出された後にその支持者たちによって作られたプロパガンダであると考えられている。マルキアヌスは15年にわたりアスパルとその父親のアルダブリウスに忠実に仕えてきた。アスパルはマルキアヌスを皇帝に据えようと画策し、他の有力者と交渉して比較的無名な存在だったにもかかわらずマルキアヌスを皇帝に選出することができた。この後継者を決めるための交渉は1か月に及んだ空位期間中に行われたが、その交渉の中身のひとつはテオドシウス2世の姉であるアエリア・プルケリアとの結婚をめぐる問題だった。この時プルケリアはテオドシウス2世の宗教政策を放棄し、教会会議を招集することを条件にマルキアヌスとの結婚に同意したとみられている。プルケリアの出身家系であるテオドシウス家は帝位と直接結びついていたため、両者の結婚はマルキアヌスによる統治を正当化するのに貢献した。その一方でプルケリアは413年に14歳で立てた処女の誓いをマルキアヌスとの3年間の結婚生活のあいだ守り続けた。
歴史家のダグ・リーは、アスパルと軍事面の権力という点で同じような立場にあったフラウィウス・ゼノンとの間にも交渉が必要であったとする説を提示している。ダグ・リーによれば、ゼノンは450年にマルキアヌスが即位すると権威のあるパトリキウスの地位を与えられており、これはゼノンが自分の帝位を主張する代わりにマルキアヌスを支持することで見返りを得るという取引の存在を示唆している。しかし、ゼノンはマルキアヌスの即位から1年も経たないうちに死去した。その一方でアスパルの息子のアルダブリウスはマルキアヌスの即位後すぐに新任のマギステル・ミリトゥム・ペル・オリエンテムとしてオリエンス道の軍司令官に昇進した。
マルキアヌスは450年8月25日に即位し、戴冠式において「インペラトール・カエサル・フラウィウス・マルキアヌス・アウグストゥス」の即位名を名乗った。マルキアヌスが即位すると東ローマ帝国の政策に大きな変化が起き、テオドシウス2世に多大な影響力を及ぼしていた宦官でスパタリウス（侍従長）のクリュサフィウスが殺害あるいは処刑された。プルケリアとゼノンはともにクリュサフィウスの影響力に反発していたため、このことがマルキアヌスの行動の動機につながっていた可能性がある。さらにマルキアヌスはフン族に対してより厳しい態度で臨み、教会問題にもより直接的な役割を果たした。ビザンツ学者のコンスタンス・ヘッドは、マルキアヌスを「自立心旺盛な皇帝」と呼んでいる。一方でダグ・リーは、マルキアヌスについて、「5世紀における他の多くの在職期の皇帝よりも強い人物のように見える」としつつも、「フラウィウス・ゼノンとプルケリアはともにクリュサフィウスと敵対関係にあったため、この変化はむしろ両者の影響力の反映かもしれない」と述べている。

## 治世

### フン族との対立

451年時点のヨーロッパの勢力図。アッティラ統治下のフン族の勢力範囲は太い白線で示されており、東西のローマ帝国の勢力範囲は紫色で示されている。

マルキアヌスは皇帝となったほぼ直後にテオドシウス2世とアッティラの間で結ばれていた条約を破棄し、補助金の打ち切りを宣言した。そしてアッティラが友好的であれば補助金の要求を聞き入れる可能性もあるが、東ローマ帝国への襲撃を試みるならば撃退されることになるだろうと語った。同じ頃、アッティラは西ゴート族と敵対していた西ローマ皇帝ウァレンティニアヌス3世（在位：425年 - 455年）を助けるという名目で西ローマ帝国への侵攻を準備していた。アッティラはマルキアヌスの宣言に怒りを見せ、補助金を要求したが、侵略計画を変更することはなかった。そして451年の春に大軍を率いてパンノニアから西ローマ帝国へ侵攻した。コメス・エト・マギステル・ウトリスクエ・ミリティアエとして西ローマ軍の最高司令官の地位にあったフラウィウス・アエティウスは防衛手段を講じ、西ゴート族、フランク族、ブルグント族、アラン族、サクソン族、アルモリカのケルト族、およびその他の部族民を含むおよそ60,000人に助力を求めた。これに対しアッティラの軍勢は、ゲピド族、アラン族、スキリ族、ヘルリ族、およびルギイ族で構成されており、いくらかのフランク族、ブルグント族、および東ゴート族も含まれていた。
アッティラはメスを略奪し、オルレアンを包囲しようとしたが、ガリア北東部でアエティウスの軍と目見え、カタラウヌムの戦いが起こった。この戦いではおよそ10万人の兵士が参加し、双方に甚大な損害をもたらした。戦いの後にアッティラはハンガリー大平原に撤退し、アエティウスは部族連合を解散させ、それぞれの領地に送り返した。452年の春にアッティラは再びイタリアへの襲撃を開始したが、その当時のイタリアはほぼ完全に無防備な状態に置かれていた。この侵攻はアッティラの復讐への強い欲求だけでなく、部族国家を安定させるために襲撃による略奪や資源獲得を必要としていたことが動機の根底にあったとみられている。アッティラは長く困難な包囲戦の末にアクイレイアを占領するとともに略奪した。その後、北イタリアの全域を襲撃し、メディオラヌム（現代のミラノ）やその他の重要都市を占領した。さらにアッティラはローマを攻撃するのではないかと非常に恐れられていたが、そのローマの城壁はすでにアッティラが攻略したいくつかの都市の城壁よりも弱体化していた。この間、アエティウスはアッティラの兵站線を遮断し、後方部隊に対して繰り返し攻撃を仕掛けるのみでアッティラへの直接攻撃には乗り出さなかった。
アクイレイアやメディオラヌムなどの都市を占領して略奪したにもかかわらず、アッティラは東ローマ帝国と西ローマ帝国の双方の行動によってすぐさま不安定な状況に置かれた。補助金は東西の両帝国から2年にわたり受け取っておらず、イタリアでは深刻な資金不足に陥っていた。さらに絶え間ない戦争行為によって兵力を激減させていただけでなく、本国までもが東ローマ帝国によって脅かされていた。その東ローマ帝国はアッティラが命じた懲罰的な襲撃にもかかわらず、452年中頃にハンガリー大平原に攻勢をかけ、ドナウ川を越えてフン族を打ち破った。東ローマ帝国が攻撃した地域はフン族の支配に激しく反発していた東ゴート族とゲピド族の本拠地であり、フン族の帝国の穀倉地帯でもあった。アッティラ自身が保有していた土地からの食糧供給が途絶え、さらに当時イタリアで蔓延していた飢饉とそれに続く疫病が重なったことでアッティラはさらなる圧力にさらされた。結局、アッティラは西ローマ帝国から金品を受け取り本国へ撤退した。ハンガリー大平原に戻ったアッティラは東ローマ帝国に対し翌年の春に侵略して完全に征服すると脅した。

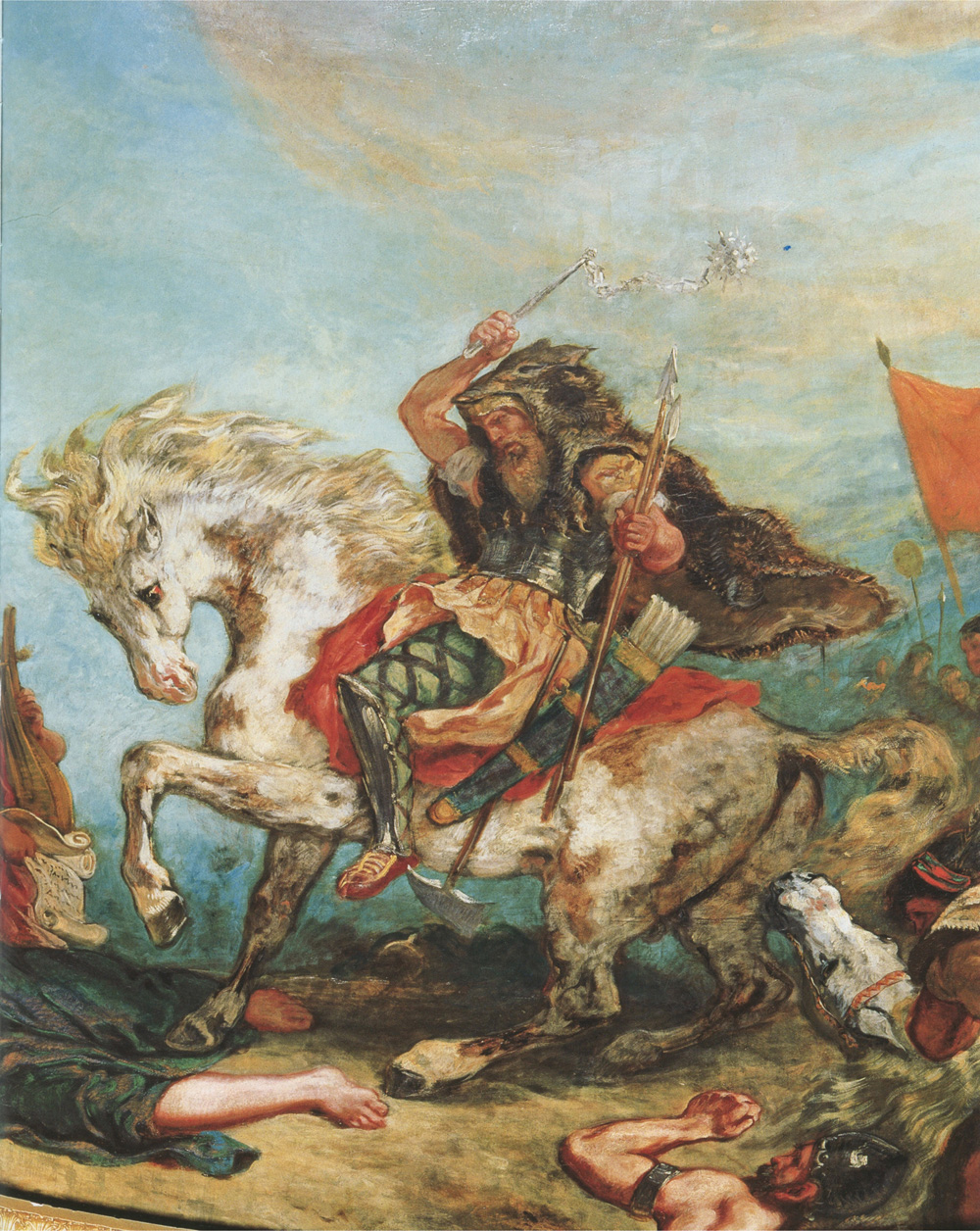
19世紀のフランスのロマン主義を代表する画家であるウジェーヌ・ドラクロワによって描かれたアッティラ

マルキアヌスとアスパルはアッティラの脅しを無視した。両者はアッティラが過去に何度か条約を破ったことから、何トンもの金塊をもってしてもアッティラを抑止することはできないと判断した。そして金塊は脅威を和らげるために使うのではなく、軍隊を増強するために使う方が良いと考えた。また、コンスタンティノープルの背後で守られている豊かなアジアとアフリカの属州は、東ローマ帝国にとって失う可能性のあるヨーロッパの属州を奪い返す場合において必要となってくる安定が十分に確保されていた。結局、アッティラは453年に多くの妻のうちの1人との結婚を祝った後に出血かアルコールを原因とする窒息を起こしたことで急死したため、このアッティラの軍事作戦は実現しなかった。アッティラの死後、その部族連合は急速に解体へ向かい、最初に東ゴート族が反乱を起こした。
この分裂によって東ローマ帝国は蛮族同士を争わせる政策を再開させることができ、一つの部族が強大になり過ぎる状況を防ぐことができた。また、ゲピド王アルダリックがマルキアヌスと協定を結んだことはほぼ確実な出来事であったとみられ、そのアルダリックはルギイ族、スキリ族、ヘルリ族、そしてゲピド族による連合軍を結成し、残りのフン族の連合に対抗した。そして東ゴート族の指導者であるティウディミール、ウァラメール、およびウィデメールとともに454年に起きたネダオの戦いでアッティラの長男のエラクに決定的な勝利を収め、戦闘でフン族を率いていたエラクは戦死した。この戦いの後、フン族の連合は依然として突出した存在ではあったものの、もはやかつてのような結束力を維持することはできなくなった。
フン族の帝国が勢力を縮小させた結果、マルキアヌスは西ローマ帝国の名目的な二つの属州であったパンノニア・プリマとパンノニア・ウァレリアに定着していた東ゴート族をフォエデラティとして受け入れた。このことは、かつてローマ帝国のラエティ（兵役と引き換えに帝国内の土地に直接定住することを認められた蛮族）によって厳格に運用されていたものの、暗黙の内に放棄されていたドナウ川の防衛線が今後も放棄されたまま残ることを意味した。マルキアヌスが登位する以前の時期にラエティはフォエデラティに取って代わられていたが、両者の違いは次第に無くなりつつあった。マルキアヌスの後継者たちはトラキア東部のルギイ族、低地モエシアとスキュティアのスキリ族、そしてダキアのゲピド族など、複数の民族にフォエデラティの地位を与え、ヨーロッパにおいて支配を回復したいくつかの属州で土地も与えた。このような一般的に信頼でき、管理しやすい被支配民族のネットワークは東ローマ帝国にとって有益な存在だった。これらの部族民はローマ人の介入を受けることなく互いの勢力を牽制し合っており、東ローマ帝国は贈り物や補助金、そして条約を活用することによって部族民を帝国のために働くように仕向け、帝国の敵対者に対抗させることもできた。アッティラの死後、フン族の帝国がその勢力を弱めたため、マルキアヌスは比較的平穏な治世を享受することができた。さらにシリアのサラセン人やエジプトのブレンミュエス族に対するいつかの小規模な軍事行動でも勝利を収めた。

### 宗教政策

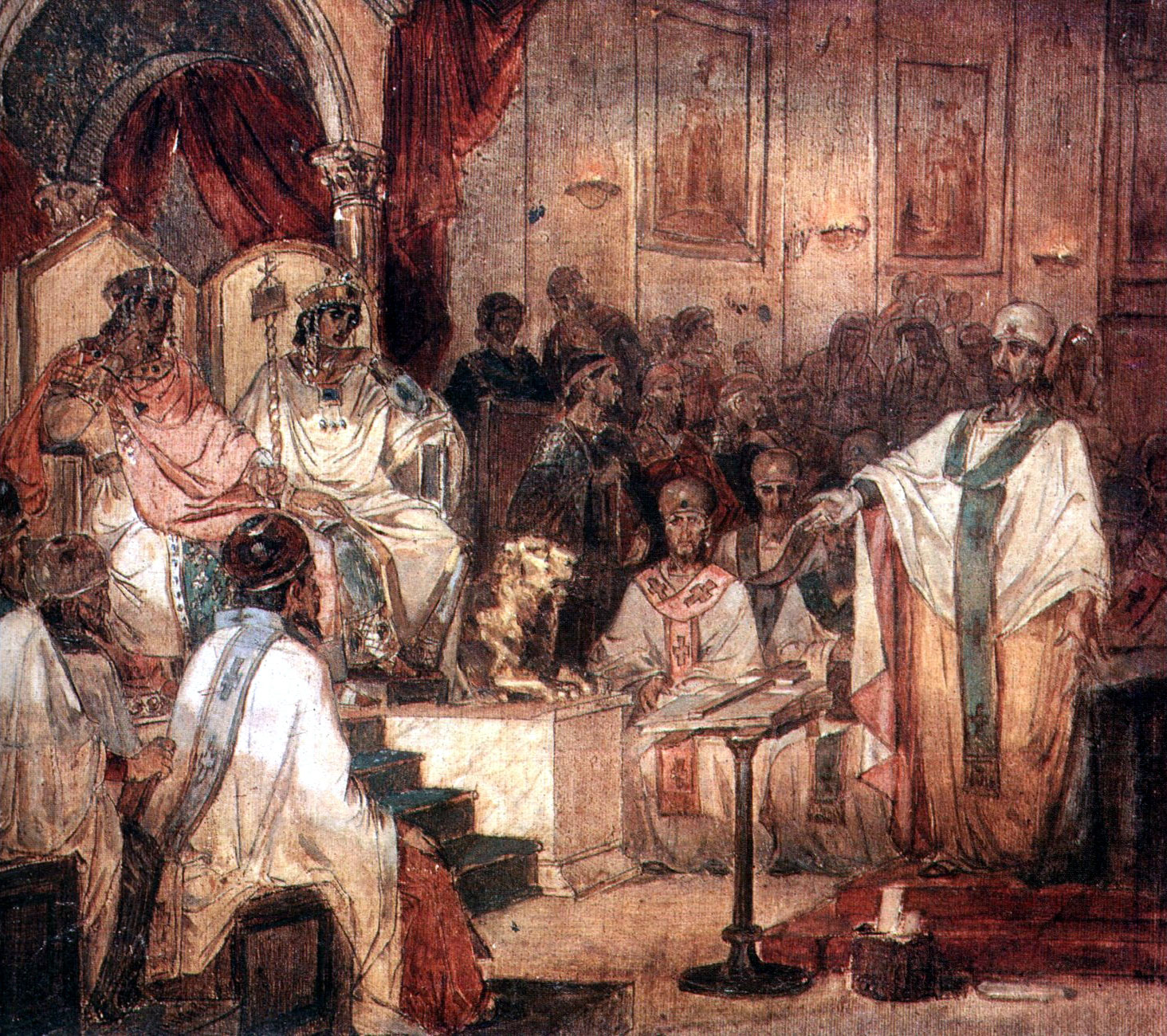
『カルケドン第四全地公会』（ワシーリー・スリコフ画、1876年）

5世紀の間、宗教問題における中心的な論争の対象となっていたのはアリウス派論争を経て続いたイエス・キリストの神性と人性がどのように結びつくのかをめぐる論争であった。アレクサンドリアのアタナシオスなどの神学者からなるアレクサンドリア学派はキリストと神の同質性を主張し、その結果としてキリストの神性を重視していた。その一方でキリストの人間としての側面を軽んじるべきではないと考えたモプスエスティアのテオドロスなどの神学者からなるアンティオキア学派はキリストの人性を重視していた。
マルキアヌスが皇帝になる直前の449年に第二エフェソス公会議（エフェソス強盗会議とも呼ばれる）が開かれた。この公会議ではイエスの神性と人性は合一しているとする合性論と呼ばれる立場が宣言された。しかし、ローマ教皇とコンスタンティノープル主教は合性論の信仰を異端視しており、さらにはキリスト論における論争へと発展したことから、両者はこの公会議で宣言された立場を受け入れなかった。
第二エフェソス公会議の結論を否定し、普遍的に尊重される教義を定めるべきだと考えたマルキアヌスは、451年に帝国内の教会による新たな公会議（カルケドン公会議）を招集した。プルケリアはこの決定に影響を与えたか、あるいはマルキアヌスとの結婚についてアスパルと交渉した際に公会議の開催を条件にしていた可能性もある。この公会議は政府がその進行を注意深く監視できるようにコンスタンティノープルの近郊で開催されたが、当初は325年に最初の公会議である第一ニカイア公会議が開かれた場所であり、初期の教会にとって宗教的に極めて重要な場所であったニカイアで開催される予定だった。しかし、マルキアヌスは開催地をカルケドンへ変更するように要求した。これはカルケドンがコンスタンティノープルにより近く、マルキアヌスがドナウ川の国境地帯で起こるあらゆる事態に迅速に対応することが可能だったためだとみられている。カルケドン公会議は451年10月に開催され、およそ500人の司教が参加したが、そのほとんどは東ローマ側の司教であり、他にはアフリカの司教2人とローマ教皇レオ1世（在位：440年 - 461年）が派遣した教皇特使2人が参加したのみであった。この公会議では第二エフェソス公会議の宣言が非難され、イエスが一つの位格の中に神性と人性が「混じり合うことなく、変化することなく、分割されることなく、引き離されることなく」結びついているとする教義（カルケドン信条）が採択された。
また、カルケドン公会議では第二エフェソス公会議を主宰したアレクサンドリア主教のディオスコロスを糾弾し、この公会議中に行われたエデッサのイバスとテオドレトスに対する非難を無効にすることも決議された。さらにコンスタンティノープル主教座の重要性を再確認し、ローマの主教座に次ぐ地位をコンスタンティノープル主教座に与え、ローマ教皇レオ1世による反対の意向を押し切って東ローマ帝国内の司教の任命権もコンスタンティノープル主教座に与えた。カルケドン公会議は451年11月に閉会し、その後マルキアヌスは公会議の成果を確認する数多くの勅令を発布したが、ダグ・リーによれば、この行為は公会議の結果が万人に受け入れられていたわけではないことを示している。これらの勅令の内の一つはイエスの神性と人性の二つの本性の位格的結合を認めないエウテュケス派への弾圧を命じており、具体的にはエウテュケス派の人物の国職への就任とカルケドン公会議への批判の禁止、そしてエウテュケス派の書物をネストリウス派の書物ととともに焼却することが命じられている。
カルケドン公会議における反合性論の決議は人口の大半が合性論派であったシリアとエジプトの東方諸属州における内部混乱の大幅な拡大につながった。エルサレム、アレクサンドリア、およびアンティオキアでは大規模な流血事件が発生し、その後に起こったいくつかの激しい暴動は武力で鎮圧された。また、パレスチナの修道士を抑え込むために軍隊が派遣され、アレクサンドリアでは主教から退位したディオスコロスの後任としてアレクサンドリアのプロテリオスを確実にその座に据えるべく軍隊が配置された。ビザンツ学者のアレクサンドル・ヴァシリエフによれば、これらの反乱が鎮圧された後も合性論派やネストリウス派の人々の間には帝国の教会に対する不満が残り続け、東方諸属州は東ローマ帝国から独立する必要性をますます確信するようになった。また、この出来事が帝国政府に対する東方諸属州の背信的な態度を長期化させ、最終的にはサーサーン朝とそれに続くアラブ人勢力がこれらの属州を奪うことを容易にしたと述べている。カルケドン公会議とそれに続く勅令のもう一つの帰結は、多くのネストリウス派の人々を含む公会議に意義を唱えた多数のキリスト教徒がサーサーン朝の領内へ移住したことである。カルケドン派の教義を受け入れた教会と合性論派の教会の対立は皇帝ユスティニアヌス1世（在位：527年 - 565年）の下で和解が試みられたものの、最終的には失敗に終わり、合性論派が東方諸教会を形成して分離していったことで両派の分裂は決定的なものになった。
マルキアヌスはプルケリアが453年7月に死去するまでプルケリアの大規模な建築事業にも資金を提供した。これらの事業は全てブラケルナエの聖マリア教会やホデゴン修道院などの宗教建築に対するものだった。また、マルキアヌスはカルケドン公会議の公使たちから聖パウロや聖書のダビデ王になぞらえられた。

### 経済政策と法政策
テオドシウス2世がアッティラに莫大な補助金を支払っていた結果、マルキアヌスの治世が始まった頃の東ローマ帝国の国庫はほとんど破綻しかけていた。マルキアヌスはこの破産寸前の状態を新たな税金を課すのではなく、支出を削減することによって改善させた。また、即位と同時に国家に対するあらゆる債務の免除を宣言し、さまざまな方法で国家運営の効率化を図ろうとした。そして20の法律を含む法典の中で法制度の改革の中身を明らかにした。その多くはテオドシウス2世の治世に存在した汚職や職権乱用を減らすことを目的としたもので、その内の5つは全文が伝わっている。
マルキアヌスはプラエトルの職位（公営の競技や公共事業を担当する官職）に就ける者をコンスタンティノープルに居住する元老院議員のみに限定することで行政官職を売買する慣習の抑制を試み、コンスタンティノープルの水道橋の維持管理の責任はコンスル（執政官）が負うべきものと定めた。また、フォリスと呼ばれる元老院議員の財産に課せられていた1年あたり金7ポンドの税を廃止した。その他にはコンスルやプラエトルが公営の競技や娯楽に資金を提供したりコンスタンティノープルの市民に富を分け与えたりするといった共和制ローマの時代から続いていた財政的な責任を免除し、コンスルとプラエトルの職位はウィル・イルストリス（元老院議員の中でも特に高位の人物に与えられる称号）を所持する者のみが就任できると定めた。さらに、過去にコンスタンティヌス1世（在位：306年 - 337年）が制定した結婚法を部分的に廃止した。当時この法律は元老院議員の身分にある男性について、奴隷、解放奴隷、女優、および社会的身分のない女性（フミリオレス）との結婚を禁じることが定められており、元老院議員階級の純粋性を保つことを目的としていた。マルキアヌスはこの法律に修正を加え、社会的身分や保有する財産に関係なく優れた品性を持つ女性を排除してはならないと宣言した。マルキアヌスはその治世中に支出を削減し、大規模な戦争を避けたため、マルキアヌスが死去する頃までに東ローマ帝国の国庫には100,000ポンド（45,000キログラム）の金が余剰金として残った。
451年にマルキアヌスは布告を発し、すでに閉鎖されている異教の寺院の再開を禁じるだけでなく、異教の儀式を行ったあらゆる者を死刑に処し、その財産を没収すると宣言した。そしてこの法律の施行を確実なものにするため、法律を実施しない裁判官、総督、あるいは役人に対し50ポンド（23キログラム）の金を課す刑罰を定めた。

### 廷臣の影響力と権力抗争

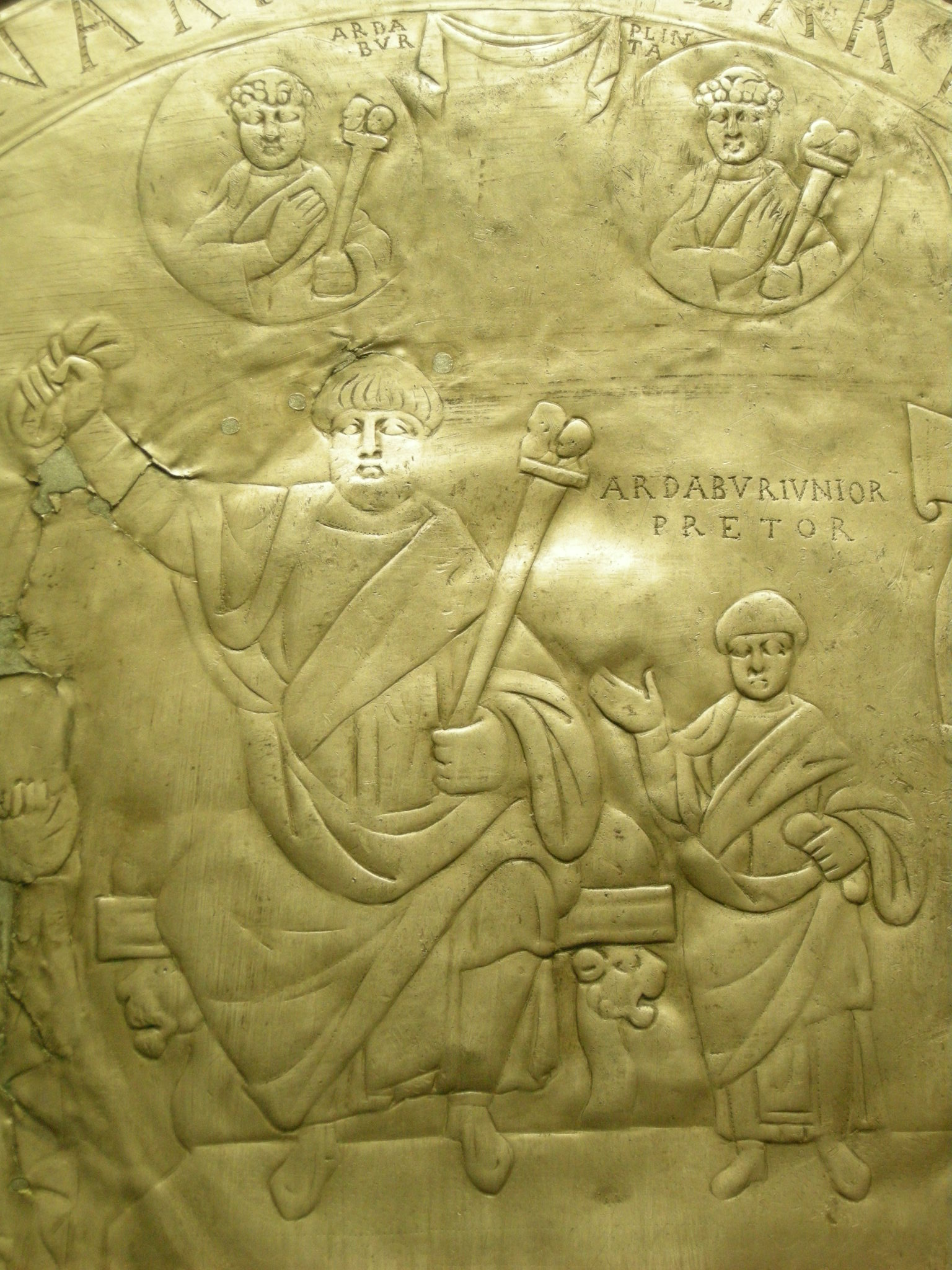
東ローマ帝国の国政に大きな影響力を振るっていたアスパルとその息子のアルダブリウスが描かれた銀製のプレート（434年頃の製作）

マルキアヌスは皇帝となった時点ではフラウィウス・ゼノン、プルケリア、そしてアスパルの影響下に置かれていた。これらの人物のうちフラウィウス・ゼノンはマルキアヌスが即位した直後の恐らく451年末に死去し、プルケリアも453年7月に死去したことで、アスパルが東ローマ帝国の宮廷で唯一大きな影響力を持つ存在となった。さらにアスパルの息子のアルダブリウスがマギステル・ミリトゥム・ペル・オリエンテムの地位に昇ったことで、その影響力はより強まった。アスパルとアルダブリウスがマルキアヌスの政策に直接的な影響を及ぼしていたのかどうかははっきりとしないものの、もしそうであったとしても両者はコンスタンティノープルの支配者層を動揺させないように細心の注意を払っていた。これはアスパルのその強い影響力にもかかわらず、東ローマ帝国の支配者層が反ゲルマン民族の感情を強く抱いていたという事情の反映でもあった。マルキアヌスの他の主な助言者にはマギステル・オフィキオルム（最高位の行政官に与えられる称号の一つ）のエウフェミウス、プラエトルのパラディウス、そしてコンスタンティノープル主教のアナトリオスがいた。また、453年にマルキアヌスは前妻との間に儲けた娘であるマルキア・エウフェミアを名家の出身で有能な将軍であったアンテミウスと結婚させた。
マルキアヌスは二つの戦車競走のチームのうちの一つである青組（もう一つは緑組）を支援した。この二つのチームはマルキアヌスの時代には競技チームというよりも政治党派のような存在になっており、帝国内に大きな影響力を及ぼしていただけでなく権力も競い合っていた。緑組がマルキアヌスの庇護に怒りを見せたためにマルキアヌスは緑組を厳しく非難し、緑組の全ての者に対し3年間あらゆる公職に就くことを禁じた。かつての権力者であるクリュサフィウスが緑組に好意的であったため、このマルキアヌスによる青組の支援は個人的な動機によるものだった可能性がある。

### 東方における外交政策
450年に当時サーサーン朝に対する反乱を率いていたアルメニア王ヴァルダン2世マミコニアンが東ローマ帝国から支援を得ることを目的として、アトム・グヌニ、ヴァルダン・アマトゥニ、メルザン・アルツルニ、そして弟のフマヤク・マミコニアンからなる使節団をテオドシウス2世の下へ派遣した。テオドシウス2世はこの支援の要請に対し好意的な反応を示したものの、同年にテオドシウス2世が死去し、マルキアヌスが即位すると東ローマ帝国は態度を変化させた。マルキアヌスは外交官のアナトリウスとパトリキウスのフロレンティウスからサーサーン朝との戦争は東ローマ帝国の軍事資源を大量に消費することになるために戦争を起こすべきではないと忠告され、この意見を聞き入れたマルキアヌスはアルメニアへの支援を拒否した。
その後、形式上は東ローマ帝国の宗主権下にあったもう一つのコーカサスの国家であるラジカの王グバゼス1世が東ローマ帝国による支配から脱するために456年にサーサーン朝と同盟を結ぼうとした。この動きに対し東ローマ帝国は軍隊をラジカへ侵攻させ、これを阻止するとともにラジカの支配を回復させた。また、マルキアヌスは455年に武器とそれを製作するための道具を蛮族に対し輸出することを禁じた。

### 西ローマ帝国との関係

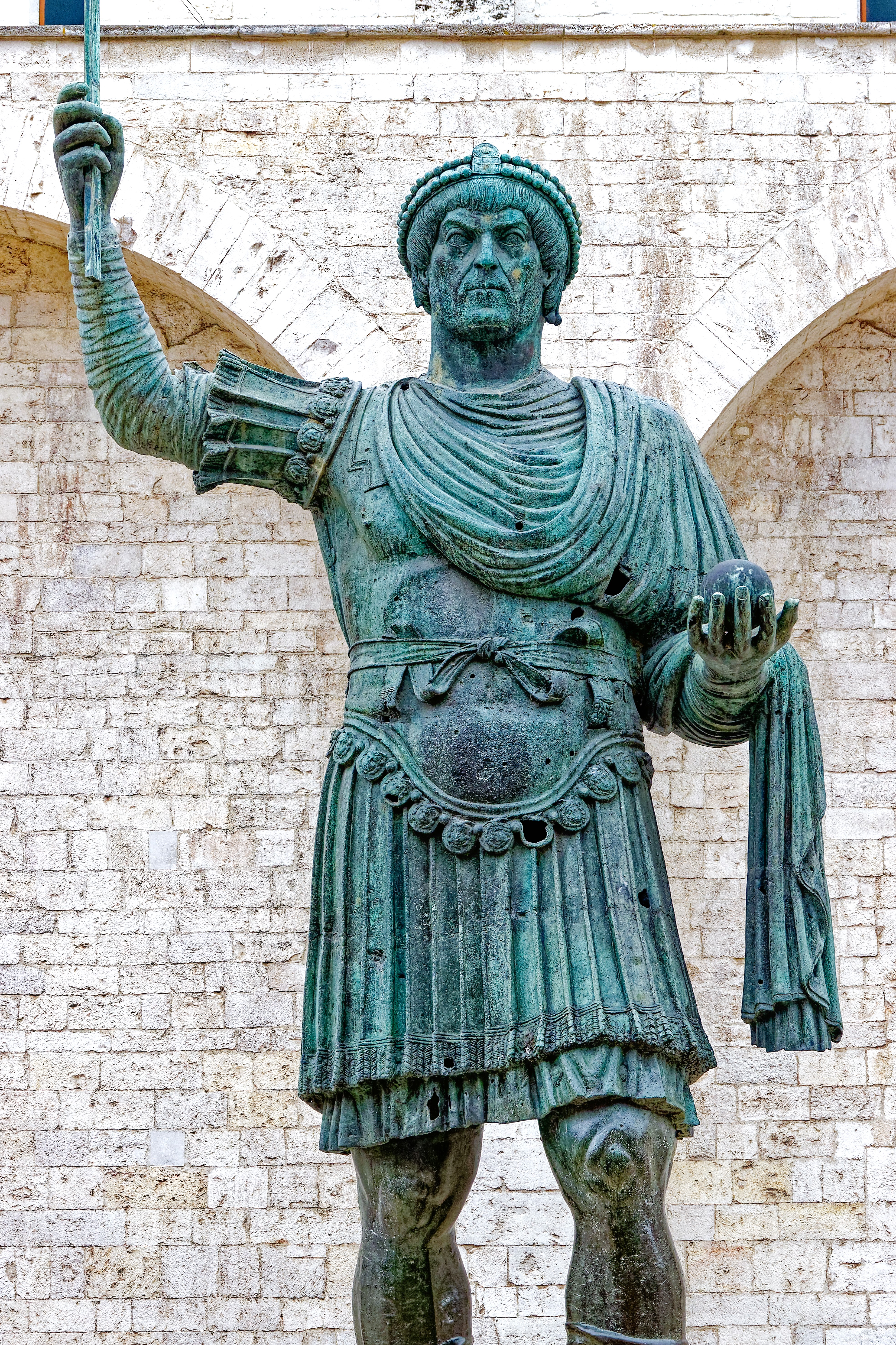
「バルレッタの巨像」の名で知られるローマ皇帝の姿をした銅像。地元のバルレッタの人々の伝承ではヘラクレイオス（在位：610年 - 641年）の銅像とされているが、実際には4世紀末から5世紀の間に鋳造されたとみられ、一部の学者はマルキアヌスの銅像だと考えている。しかし、いくつかの証拠はマルキアヌスの後を継いだレオ1世の銅像であることを示唆している。

マルキアヌスは西ローマ皇帝ウァレンティニアヌス3世と何ら協議を経ることなく皇帝に選出されたが、このことはマルキアヌスの治世以前の時期と比べて東ローマ帝国と西ローマ帝国の分離がさらに進んでいたことを示している。ウァレンティニアヌス3世はマルキアヌスの即位は承認したものの、451年か452年の東ローマ帝国のコンスルは承認しなかった。7世紀の歴史家であるアンティオキアのヨハネスは、著作の『Excerpta de insidiis』の中で、アエティウスの反対がなければウァレンティニアヌス3世はマルキアヌスを退位させようと試みていただろうとさえ述べている。西ローマ帝国の年代記作家のヒュダティウスは、マルキアヌスがフン族（紛らわしくもフン族を率いていた人物をアエティウスと表記している）を撃退するために東ローマ帝国の軍隊をウァレンティニアヌス3世に提供したことを示唆しているが、これはヒュダティウスがアッティラに対するアエティウスの軍事行動とドナウ川におけるフン族に対するマルキアヌスの軍事行動を単純に混同したものだとみられている。
マルキアヌスはパンノニアの一部を東ゴート族に、ティサ川の流域をゲピド族に与えた際に西ローマ帝国との境界を侵犯したとして非難されたが、その一方で可能な限り西ローマ帝国の諸問題に関わることを避けていた。455年にペトロニウス・マクシムスがウァレンティニアヌス3世を暗殺し、ヴァンダル族との婚姻の合意を破棄したことでヴァンダル族がローマを略奪したが、この時マルキアヌスはアスパルの影響もあったためか実力行使に出ることはなく、ヴァンダル族に皇太后のリキニア・エウドクシアと、そのエウドクシアがウァレンティニアヌス3世との間に生んだ娘であるプラキディアとエウドキアの返還を求める使節を派遣しただけであった。
マルキアヌスは若い頃にヴァンダル族に捕らえられたとき、他の捕虜たちが炎天下に苦しんでいる中で一羽の鷲に日陰を作ってもらったという恐らく創作と考えられる話が残されている。この話の中で、ヴァンダル族の王であるガイセリックはマルキアヌスが後に皇帝になるであろうと予言した。また、釈放と引き換えに皇帝となった際にはヴァンダル族を攻撃しないようにマルキアヌスに誓わせた。この説明はマルキアヌスの腹心であったエウフェミウスに相談役として仕えていたプリスクスに由来する。エウフェミウスは外交政策に大きな影響力を持っていたため、エドワード・アーサー・トンプソンのような一部の歴史家は、この説明はマルキアヌスがヴァンダル族に対して報復行動に出なかったことを弁明し、あらゆる不満を鎮めるために作られた帝国の公的なプロパガンダの一部であったと考えている。
マルキアヌスはヴァンダル族に対しエウドクシアらの捕虜を返還させるために何度かにわたり外交的な努力を試みたが、死の直前の時期になって方針を変更し、ヴァンダル王国への侵攻を計画し始めた。この突然の方針転換の理由について、歴史家のフランク・クローバーは、エウドキアがガイセリックの息子のフネリックと結婚したことでマルキアヌスが東ローマ帝国の支配者層から圧力を受け、確実に捕虜を返還させるために戦争の準備を始めざるを得なくなったためだと指摘している。また、この頃にマルキアヌスはラジカ王国と和平を結び、関心を他の地域に向けることが可能になっていた。東ローマ帝国の歴史家である誦経者テオドルスはマルキアヌスの突然の方針転換について触れており、一方でエウァグリウス・スコラスティクスは、ヴァンダル族がマルキアヌスにエウドクシア、プラキディア、およびエウドキアを解放したのはマルキアヌスが戦争を仕掛けると脅した後のことであり、456年の終わりか457年の初めの出来事であったと（1世紀後に）書き残している。
マルキアヌスはウァレンティニアヌス3世以後の西方皇帝を承認せず、西方皇帝となったペトロニウス・マクシムスが承認を求める使節を送った際にもこれを拒否し、マクシムスの後を継いだアウィトゥス（在位：455年 - 456年）も同様に認めなかった。ただし、マルキアヌスのアウィトゥスに対する正確な扱いについては議論がある。ヒュダティウスはアウィトゥスについて、455年に「統治権の完全な一致を目的として」マルキアヌスに使節を派遣し、「マルキアヌスとアウィトゥスはローマ帝国の統治権を協調して利用した」と述べている。しかし、この説明における「協調」（ラテン語の原文では"concordia"）の意味するところについては学者の間で意見が分かれている。トーマス・ホジキン、ジョン・バグネル・ベリー、およびウィリアム・フィニー・ベイレスなどの学者はこれをマルキアヌスがアウィトゥスを承認していた可能性を示す証拠だとみなしている。一方でエルンスト・シュタインはこれを西ローマ帝国によるプロパガンダの反映に過ぎないと述べており、ノーマン・ヘプバーン・ベインズは、マルキアヌスはアウィトゥスに対し友好的ではあったものの、敵でも味方でもなかったことを示すものだとしている。また、西洋古典学者のコートネイ・エドワード・スティーブンスは、この言い回しは両国の関係性を反映しているというよりも、単に外交官同士の会談が友好的であったことを示すものだと解釈している。
歴史家のジェフリー・ネイサンによれば、カルケドン公会議に出席した西方の代表がわずか2人であったという事実は、東西のローマ帝国の分離が進み、西ローマ帝国が自国の政治的、宗教的問題により注意を向けるようになっていたことを示している。また、この公会議で成立した東方全域の教会の監督権をコンスタンティノープル主教に与えるという教会法は、東西のキリスト教世界の重要な対立点となり、後の東西教会の分裂へつながっていった。

## 死と後継者

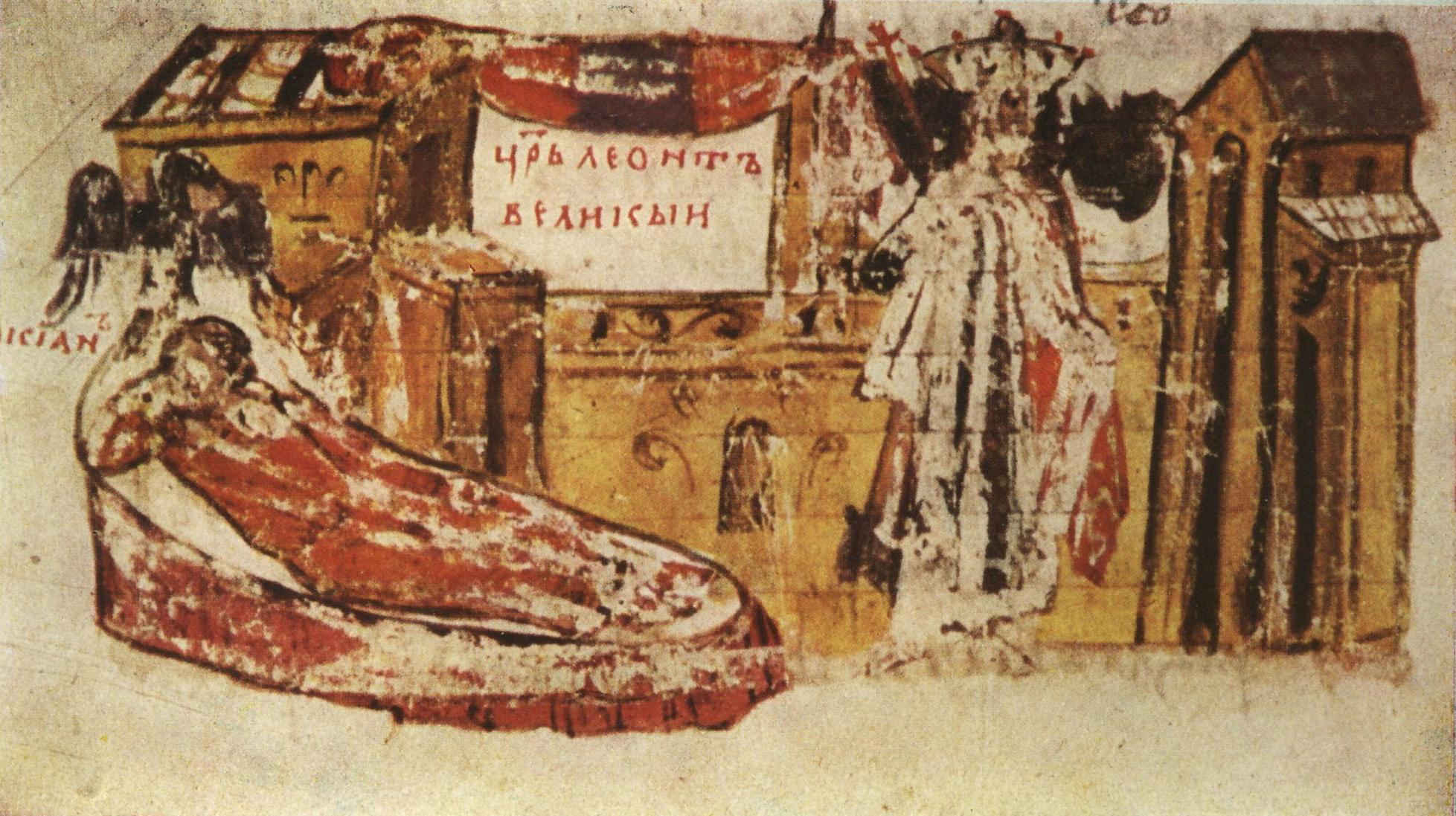
マルキアヌスの死の様子が描かれている『マナッセスの年代記』の14世紀の挿絵。右側には後継者のレオ1世の姿も描かれている。

マルキアヌスは恐らく壊疽によって457年1月27日に65歳で死去した。誦経者テオドルスとテオファネスによれば、マルキアヌスはコンスタンティノープル大宮殿からヘブドモンまでの長い宗教行列を終えた後に亡くなった。この時マルキアヌスは痛風によるものと思われる酷い足の炎症のためにほとんど歩くことができなかったにもかかわらず、自らの足で歩いていた。マルキアヌスはコンスタンティノープルの聖アポストレス教会に妻のプルケリアと並んで埋葬された。また、10世紀の皇帝コンスタンティノス7世（在位：913年 - 959年）は、著作の『儀典の書』の中で、マルキアヌスの遺体は斑岩のサルコファガスに納められたと説明している。マルキアヌスは700万ソリドゥスの金貨を東ローマ帝国の国庫に残したが、テオドシウス2世の下でフン族へ支払われた莫大な補助金や、そのフン族との戦争によってもたらされた経済的破綻を考慮するならば、これは驚くべき業績であった。
マルキアヌスには義理の息子のアンテミウスがいたが、アンテミウスはマルキアヌスがプルケリアとの結婚を通して得たテオドシウス家とのつながりを一切持たず、王朝の正当な後継者とは見なされなかった。このため、アスパルが再び皇帝を選出する役割を担うことになった。アスパルはプラエセンタルと呼ばれるコンスタンティノープルの近郊を拠点とする二つの野戦軍のうちの一つの部隊を指揮していた50歳の将校のレオ（レオ1世、在位：457年 - 474年）を選んだ。後世の史料によれば、東ローマ帝国の元老院はアスパル自身を選出するように提案したが、アスパルは「統治における慣習が私を通して始まりかねないことを恐れている」という謎めいた発言とともにこの提案を辞退した。この発言はしばしばアスパルがアリウス派、あるいはアラン族の血筋という事実への示唆であると解釈されている。
アンテミウスは後にレオ1世によって西ローマ皇帝として西方へ送り込まれた。レオ1世は465年にリウィウス・セウェルス（在位：461年 - 465年）が死去して以来空位となっていた西方の帝位を埋め合わせるために467年にアンテミウスを西ローマ皇帝に指名した。さらにアンテミウスの派遣時にはダルマティアのマギステル・ミリトゥムであるマルケリヌスを司令官とする軍も同行させた。アンテミウスはローマの近郊において467年4月12日に皇帝に即位した。

## 評価と遺産

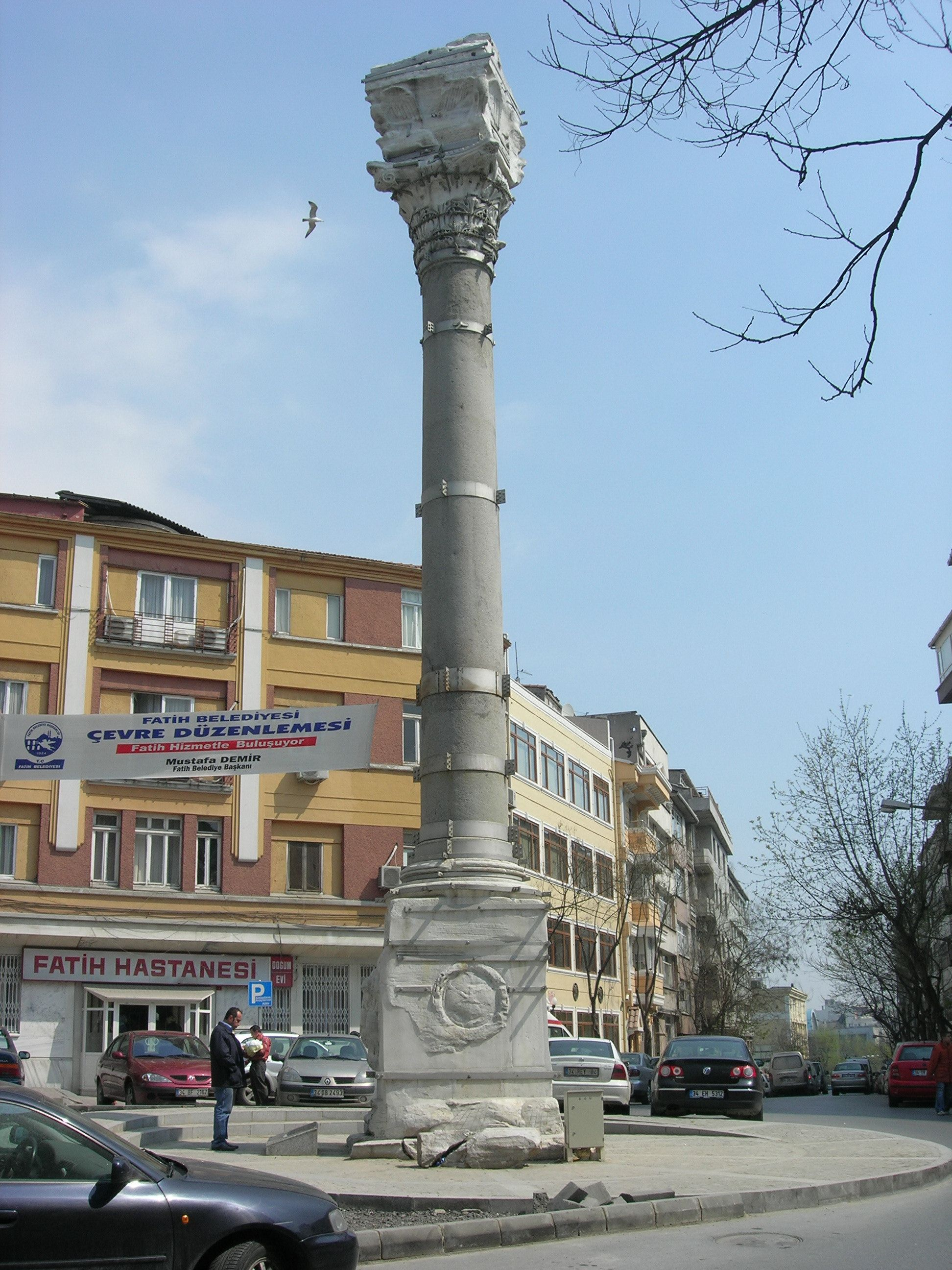
今日のイスタンブールに残るマルキアヌスの記念柱

マルキアヌスは後の東ローマやビザンツの史料では好意的に評価され、しばしばコンスタンティヌス1世やテオドシウス1世（在位：379年 - 395年）と比較された。テオファネスなどの多くのビザンツ時代の著述家は、マルキアヌスが政治的にも財政的にも東方の帝国を安定させ、後の皇帝たちが信奉することになる正統的な信仰への道筋を与え、首都を政治的に安泰なものにしたとしてマルキアヌスの治世を一つの黄金時代と見なしている。また、後世の学者の中にはマルキアヌスの成功について、その手腕だけでなく運が占める要素も大きかったとする者もいる。マルキアヌスは自身の統治を正当化するプルケリアの存在に恵まれていただけでなく、東ローマ帝国にとって最大の外的な脅威であったサーサーン朝とフン族はその治世の大半を通して自国の内政問題に没頭していた。さらに、マルキアヌスの治世には疫病や自然災害は起こらなかった。コンスタンティノープルの人々はマルキアヌスを親愛の情をもって記憶し、後の時代に皇帝たちが即位した際には「マルキアヌスのように治めよ！」と叫んだ。
コンスタンティノープルの首都長官のタティアヌスは450年から452年の間のある時期にマルキアヌスに捧げる記念柱を建てた。この記念柱は現在もイスタンブールのビザンツ時代の大通りであるメセの北側の支線の近くに立っているが、当初記念柱の上に存在したマルキアヌスの像は失われている。この他にもマルキアヌスの像は皇帝アルカディウス（在位：383年 - 408年）の何人かの後継者の像が立っていたアルカディウスのフォルム（広場）にも存在した。また、マルキアヌスはコンスタンティノープル大宮殿のクリュソトリクリノス（客殿や式場として用いられた大広間）の建設を後援していた可能性がある。コンスタンティノープルの歴史と建造物を扱った書物である『コンスタンティノープルのパトリア』はマルキアヌスが建設したとしているが、10世紀の百科事典である『スーダ』には皇帝ユスティヌス2世（在位：565年 - 578年）が建てたと記されており、ほとんどの歴史家は後者の見解に同意している。ビザンツ時代の歴史家であるヨハネス・ゾナラス（1140年没）は、ユスティヌス2世は実際にはより古い建物を再建したと述べており、一部の学者はこの建物をヘプタコンク広間の名で言及されているユスティニアヌス1世の建物だと考えている。

## 大衆文化
マルキアヌスは1954年の映画である『異教徒の旗印』に登場する。映画ではハリウッドの俳優であるジェフ・チャンドラーがマルキアヌスを演じ、ジャック・パランスとリュドミラ・チェリーナがそれぞれアッティラとプルケリアを演じている。